# Daud Ibrahim
Daud Ibrahim (Rembau, 20 de abril de 1947) é um ex-ciclista malaio que participava em competições de ciclismo de pista e estrada.
Representou seu país, Malásia, nos Jogos Olímpicos de Verão de 1972 em Munique, terminando em vigésimo nono lugar na prova de 1 km contrarrelógio.